# رسلمانیا ۲۸

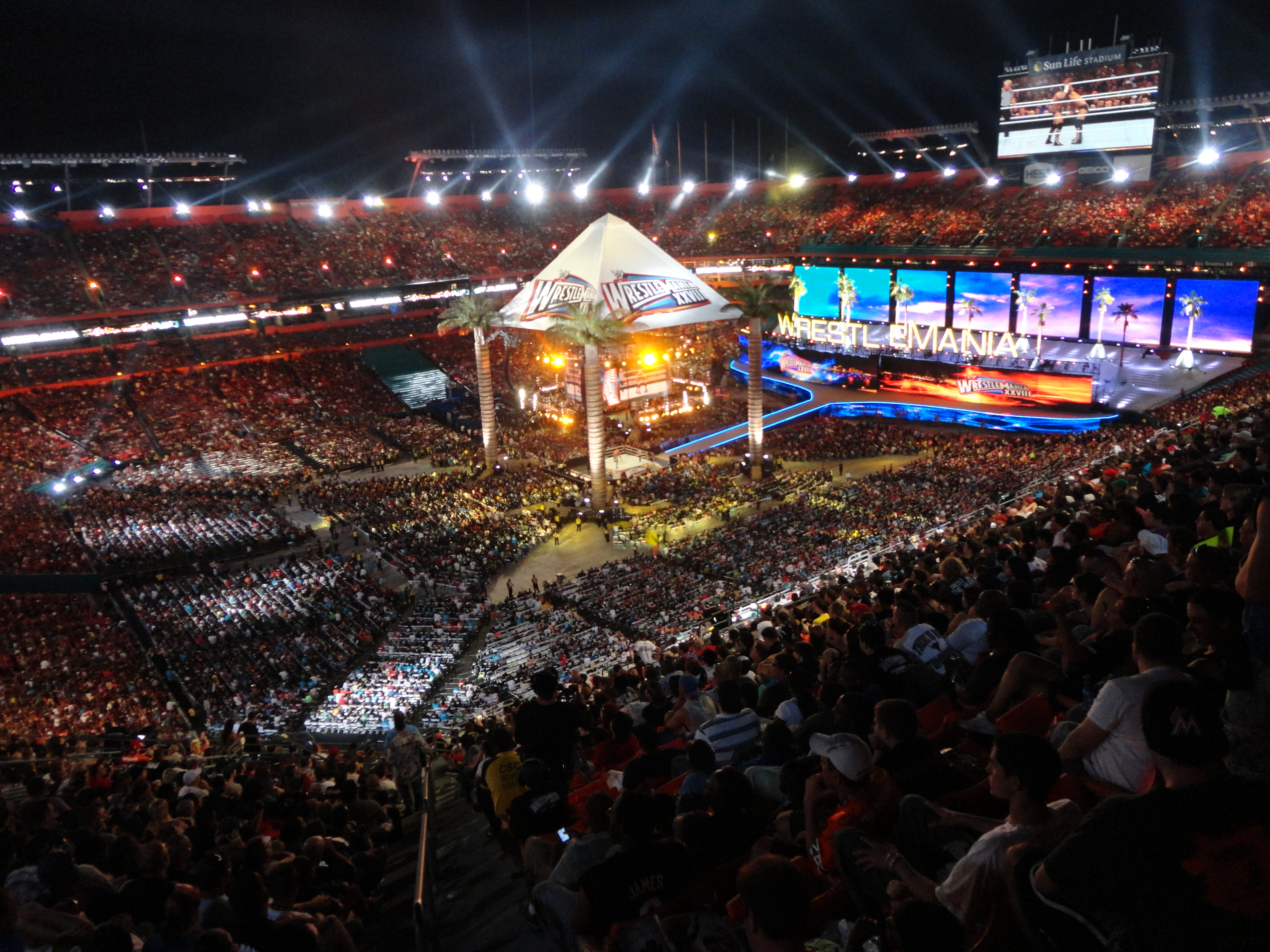
کشتی کج حرفه ای WWE

رسلمانیا ۲۸ (به انگلیسی: Wrestlemania XXVIII) بیست و هشتمین رسلمانیای سالانه غیر رایگان (Pay-Per-View) در کشتی حرفه‌ای می‌باشد که توسط کمپانی WWE تهیه می‌شود و این دوره‌اش هم در ۱ آوریل ۲۰۱۲ برگزار شد.

## نتایج
| شماره         | مسابقه | نوع مسابقه و متن عنوان                                                                               | زمان  |
| ------------- | --- | --- | ----- |
| مسابقه آغازین | پریمو و اپیکو (قهرمان) (برنده) در مقابل تیم برادران اوسو و تیم جاستین گابریل و تایسون کید | مسابقه تگ تیم سر کمربندهای تگ تیم                                                                    | ۰۵:۱۱ |
| ۱             | شیمس (برنده) در مقابل دنیل براین (قهرمان) (همراه با ای جی لی) | مسابقه تک به تک سر کمربند قهرمانی سنگین وزن                                                          | ۰۰:۱۸ |
| ۲             | کین (برنده) در مقابل رندی اورتون | مسابقه تک به تک                                                                                      | ۱۰:۵۶ |
| ۳             | بیگ شو (برنده) در مقابل کودی رودز (قهرمان) | مسابقه تک به تک سر کمربند قهرمانی بین قاره‌ای                                                         | ۰۵:۱۸ |
| ۴             | کلی کلی و ماریا منونوس (برنده) در مقابل ایو تورس و بث فینیکس | مسابقه تگ تیم                                                                                        | ۰۶:۴۹ |
| ۵             | آندرتیکر (برنده) در مقابل تریپل اچ | مسابقه هل این ا سل به همراه شان مایکلز به عنوان داور مخصوص                                           | ۳۰:۵۰ |
| ۶             | تیم John Laurinaitis (دیوید اوتانگا، مارک هنری، دولف زیگلر، جک سوئگر، میز و درو مکینتر) (برنده) در مقابل تیم Theodore Long (سانتینو مارلا، آر-تروث، زک رایدر، کوفی کینگستون، گریت کالی و بوکر تی) | مسابقه تگ تیم ۶ به ۶ (مشروط بر این که رهبر تیم برنده مدیر برنامه‌ریزی هر دو برند راو و اسمکدان می‌شود) | ۱۰:۳۸ |
| ۷             | سی ام پانک (قهرمان) (برنده) در مقابل کریس جریکو | مسابقه تک به تک سر کمربند WWE                                                                        | ۲۲:۲۱ |
| ۸             | راک (برنده) در مقابل جان سینا | مسابقه تک به تک                                                                                      | ۳۳:۳۴ |

## موضوعات مرتبط
نوار شکست‌ناپذیری آندرتیکر در رسلمانیا